# دربي (كونيتيكت)
دربي (بالإنجليزية: Derby, Connecticut)‏ هي مدينة تقع في Bridgeport-Stamford بولاية كونيتيكت في الولايات المتحدة. تأسست عام 1675، تبلغ مساحتها 14 (كم²)، وترتفع عن سطح البحر 31 م، بلغ عدد سكانها 12903 نسمة في عام 2010 حسب إحصاء مكتب تعداد الولايات المتحدة .

## التركيبة السكانية
حدّد مكتب تعداد الولايات المتحدة بيانات التركيبة السكانية لدربي في تعداد الولايات المتحدة. في ما يلي، التركيبة السكانية حسب تعدادي 2000 و2010.

### تعداد عام 2000
بلغ عدد سكان دربي 12,391 نسمة بحسب تعداد عام 2000، وبلغ عدد الأسر 5,252 أسرة وعدد العائلات 3,245 عائلة مقيمة في المدينة. في حين سجلت الكثافة السكانية 885.1 نسمة لكل كيلومتر مربع (2,292.4/ميل2). وبلغ عدد الوحدات السكنية 5,568 وحدة بمتوسط كثافة قدره 397.7 لكل كيلومتر مربع (1,030.0/ميل2).
وتوزع التركيب العرقي للمدينة بنسبة 90.08% من البيض و3.62% من الأمريكيين الأفارقة و0.16% من الأمريكيين الأصليين و1.74% من الأمريكيين ذوي الأصول الآسيوية و0.06% من سكان جزر المحيط الهادئ و2.52% من الأعراق الأخرى و1.82% من عرقين مختلطين أو أكثر و7.67% من الهسبانيون أو اللاتينيون من أي عرق.
بلغ عدد الأسر 5,252 أسرة كانت نسبة 29.1% منها لديها أطفال تحت سن الثامنة عشر تعيش معهم، وبلغت نسبة الأزواج القاطنين مع بعضهم البعض 44.1% من أصل المجموع الكلي للأسر، ونسبة 13% من الأسر كان لديها معيلات من الإناث دون وجود شريك،  بينما كانت نسبة 4.7% من الأسر لديها معيلون من الذكور دون وجود شريكة وكانت نسبة 38.2% من غير العائلات. تألفت نسبة 32.4% من أصل جميع الأسر من عدة أفراد يعيشون في نفس المنزل ونسبة 11.4% كانت تتألف من شخص يعيش بمفرده يبلغ من العمر 65 عاماً أو أكثر. وبلغ متوسط حجم الأسرة المعيشية 2.32، أما متوسط حجم العائلات فبلغ 2.94.
بلغ العمر الوسطي للسكان 37.7 عاماً. وكانت نسبة 21.7% من القاطنين تحت سن الثامنة عشر، وكانت نسبة 7.2% بين الثامنة عشر والرابعة والعشرين عاماً، ونسبة 32.9% كانت واقعةً في الفئة العمرية ما بين الخامسة والعشرين والرابعة والأربعين عاماً، ونسبة 21.3% كانت ما بين الخامسة والأربعين والرابعة والستين، ونسبة 15.1% كانت ضمن فئة الخامسة والستين عاماً فما فوق. يوجد لكل 100 أنثى 94.2 ذكر، ويوجد لكل 100 أنثى في الثامنة عشر من عمرها فما فوق 89.9 ذكر.
بلغ متوسط دخل الأسرة في المدينة 45,670 دولارًا، أما متوسط دخل العائلة فبلغ 54,715 دولارًا. وكان متوسط دخل الذكور 42,367 دولارًا مقابل 30,458 دولارًا للإناث. وسجل دخل الفرد الخاص بالمدينة 23,117 دولارًا. وكانت نسبة 6.9% من العائلات ونسبة 8.3% من السكان تحت خط الفقر، وكان من هؤلاء نسبة 10.1% تحت سن الثامنة عشر ونسبة 7.8% في الخامسة والستين من العمر وما فوق.

### تعداد عام 2010
بلغ عدد سكان دربي 12,902 نسمة بحسب تعداد عام 2010، وبلغ عدد الأسر 5,388 أسرة وعدد العائلات 3,241 عائلة مقيمة في المدينة. في حين سجلت الكثافة السكانية 921.6 نسمة لكل كيلومتر مربع (2,386.9/ميل2). وبلغ عدد الوحدات السكنية 5,849 وحدة بمتوسط كثافة قدره 417.8 لكل كيلومتر مربع (1,082.1/ميل2).
وتوزع التركيب العرقي للمدينة بنسبة 82.79% من البيض و7.60% من الأمريكيين الأفارقة و0.17% من الأمريكيين الأصليين و2.57% من الأمريكيين ذوي الأصول الآسيوية و0.01% من سكان جزر المحيط الهادئ و4.25% من الأعراق الأخرى و2.62% من عرقين مختلطين أو أكثر و14.18% من الهسبانيون أو اللاتينيون من أي عرق.
بلغ عدد الأسر 5,388 أسرة كانت نسبة 28.9% منها لديها أطفال تحت سن الثامنة عشر تعيش معهم، وبلغت نسبة الأزواج القاطنين مع بعضهم البعض 39.6% من أصل المجموع الكلي للأسر، ونسبة 15.3% من الأسر كان لديها معيلات من الإناث دون وجود شريك،  بينما كانت نسبة 5.3% من الأسر لديها معيلون من الذكور دون وجود شريكة وكانت نسبة 39.8% من غير العائلات. تألفت نسبة 32.8% من أصل جميع الأسر من عدة أفراد يعيشون في نفس المنزل ونسبة 12.3% كانت تتألف من شخص يعيش بمفرده يبلغ من العمر 65 عاماً أو أكثر. وبلغ متوسط حجم الأسرة المعيشية 2.35، أما متوسط حجم العائلات فبلغ 3.01.
بلغ العمر الوسطي للسكان 40.3 عاماً. وكانت نسبة 21% من القاطنين تحت سن الثامنة عشر، وكانت نسبة 8.3% بين الثامنة عشر والرابعة والعشرين عاماً، ونسبة 27.8% كانت واقعةً في الفئة العمرية ما بين الخامسة والعشرين والرابعة والأربعين عاماً، ونسبة 27.3% كانت ما بين الخامسة والأربعين والرابعة والستين، ونسبة 15.6% كانت ضمن فئة الخامسة والستين عاماً فما فوق. وتوزع التركيب الجنسي للسكان بنسبة 48% ذكور و52% إناث.

## أعلام
- توم كوندون
- فرانك بي ويتك
- جيم إغان
- إليزابيث آن ويتني
- إسحاق هال
- بوب بيتيت
- تشارلز ماكدونل
- واين هوارد
- كلارنس شامبرلن

## وصلات خارجية
- electronicvalley.org/derby